# Nevesinli Salih Pascià
Nevesinli Salih Pascià (in serbo Салих-паша Невесињац?, Salih-paša Nevesinjac; Nevesinje, 1607 – Istanbul, 16 settembre 1647) è stato un politico ottomano.

## Biografia

### Primi anni
Salih Pascià era di originario Nevesinje, nel Sangiaccato di Erzegovina, parte dell'Eyalet di Bosnia, e fu inviato a Costantinopoli in giovane età. Durante il regno del sultano Murat IV (r. 1623-1640), fu un funzionario pubblico specializzato in tesoreria. Ha lavorato anche in altri posti, e infine durante il regno del sultano Ibrahim (r. 1640-1648) nel 1644, fu nominato defterdar, la più alta posizione nella tesoreria. Nel 1645, il gran visir Sultanzade Mehmet Pascià fu sollevato dall'incarico. La prima scelta del sultano per il posto era Yusuf Pascià, che tuttavia rifiutò, e pertanto Salih Pascià fu nominato gran visir il 17 dicembre 1645.

### Gran visierato
La questione più importante nel 1646 fu la guerra a Creta, un'importante isola nel Mar Egeo, che era una dipendenza della Repubblica di Venezia nella prima metà del XVII secolo (vedi Guerra di Candia). Salih Pascià inviò Sultanzade Mehmet Pascià, il suo predecessore, a Creta come comandante generale (in turco: serdar). Quando Mehmet Pascià morì poco dopo, Gazi Hüseyin Pascià fu nominato comandante successivo e riuscì a catturare Retimo. Un altro grosso problema all'epoca era la disobbedienza del principato di Mingrelia (noto anche come Samegrelo, nella Georgia occidentale), che era uno stato vassallo dell'Impero ottomano, dove Salih Pascià fu in grado di mantenere l'ordine.

### Morte
Secondo l'orientalista austriaco Joseph von Hammer-Purgstall, il sultano Ibrahim, un monarca mentalmente disturbato, aveva dato ordini tassativi di vietare qualsiasi carro trainato da cavalli a Istanbul, la capitale. Vedendo che il suo ordine era stato disatteso, ordinò l'esecuzione del suo gran visir, Salih Pascià, che Durante un consiglio del diwan, fu arrestato e giustiziato il 16 settembre 1647.